# 문성진
문성진(1988년 12월 13일 ~ )은 대한민국의 전직 스타크래프트 프로게이머이다. TypE-B라는 아이디를 사용한다. 하이트 스파키즈 소속이며 종족은 저그이다.

## 생애
2007년 상반기 드래프트에서 온게임넷 스파키즈의 1차 지명으로 입단하였다. 2008년 상반기까지는 팀플레이에서만 활동하면서 큰 두각을 나타내지 못하다가 당해 하반기, 클럽데이 온라인 MSL에 2전 전승으로 16강에 올라가면서 이때부터 크게 빛을 보게 되었다. 16강전에서 같은 팀 선수 박명수를 만나 패배하였다. 프로리그에서도 팀의 저그라인의 핵심 중 한 명으로써 활약했고, 2009년에는 박카스 스타리그 36강에서 박세정, 도재욱을 연속으로 꺾고 16강에 올라왔으며, 16강에서는 송병구, 손찬웅 등을 이기고 8강에 진출하는 기염을 토했으며, 8강에서는 팀킬 대진이 이루어져 같은 팀의 신상문과 겨루어 2:1로 이겼다. 그러나 4강에서 박명수에게 3:0으로 패하였다.
2010년 5월, 스타크래프트 승부조작에 가담한 사실이 밝혀져 많은 팬들의 비난을 받았으며, 얼마 후 스타크래프트 승부조작에 대해 자신의 미니홈피에 공식 사과문을 올렸다. 2010년 6월 7일, KeSPA 상벌위원회에서 영구제명이 확정되었다. 한편 영구제명되기 1주일 전인 2010년 5월 31일, 공군에 입대하였지만, 당연히 e스포츠병이 아닌 일반 사병이었다. 그 뒤 2012년 6월 9일 제대하였다.

## 수상 경력
문성진의 주요 기록은 승부조작 사건 이후, 한국e스포츠협회로부터 영구 제명되어 공식 기록에서 전부 삭제되었다.
- 2006년 수원 게임 올림피아드 준우승
- 2008년 아레나 MSL 2008 32강
- 2008년 클럽데이 온라인 MSL 16강
- 2009년 박카스 스타리그 2009 4강
- 2009년 EVER 스타리그 2009 16강
- 2009년 NATE MSL 2009 32강
- 2010년 대한항공 스타리그 2010 Season 1 36강

## 같이 보기
- 마재윤
- 원종서
- 정진현
- 스타크래프트 승부 조작 사건